# Черемухово (Талицький міський округ)
Чере́мухово (рос. Черёмухово) — присілок у складі Талицького міського округу Свердловської області.
Населення — 73 особи (2010, 130 у 2002).
Національний склад станом на 2002 рік: росіяни — 99 %.
Стара назва — Черемухова.